# جيرهارد سومر
جيرهارد سومر (بالألمانية: Gerhard Sommer)‏ هو عسكري ألماني، ولد في 24 يونيو 1921 في Steinpleis ‏ في ألمانيا.